# Јон Лапушњану
Јон „Жан“ Лапушњану (Букурешт, 8. децембар 1908. — 24. фебруар 1992) био је румунски фудбалски голман.

## Каријера
Током каријере уписао је десет наступа за румунску репрезентацију. Каријеру у клупском фудбалу провео је у Венусу из Букуреште, Банатулу из Темишвара, Спортул Студентеску из Букуреште, Рапиду из Букуреште и Глорији Галати.